# Тіяна Богічевич
Тіяна Богічевич (серб. Тијана Богићевић; нар. 1 листопада 1981, Новий Сад) — сербська поп і соул співачка. Представниця Сербії на Євробаченні 2017. Виступила у другому півфіналі Євробачення, 11 травня, але до фіналу не пройшла.

## Дискографія
- Пази шта радиш (2009)
- Тражим (2011)
- Када си ту (2012)
- Чудо (2013)
- Палим се на тебе
- Тијанина (2014)
- Страдам (2014)
- Сам од сутра (2014)
- Још једном (2014)
- Некако никако (2015)